# 1326
Il 1326 (MCCCXXVI in numeri romani) è un anno  del XIV secolo.

## Eventi
- Cambio di imperatore nell'Impero ottomano a Osman I 1299-1326 succede Orhan I (1326-1359)
- Aradia de Toscano, viene iniziata al culto dianico della Stregheria, e scopre attraverso una visione di essere l'incarnazione umana della dea Aradia. Nota come La Bella Pellegrina tra i briganti del Lago di Nemi, si mette alla testa di un movimento religioso anarchico
- Viene fondato il Clare College, secondo college dell'Università di Cambridge
- 3 giugno - Firma del trattato di Novgorod, con il quale vengono stabiliti i confini fra la Norvegia e la Repubblica di Novgorod

## Nati
- 5 marzo - Luigi I d'Ungheria, re ungherese († 1382)
- 30 marzo - Ivan II di Russia, principe russo († 1359)
- 1º maggio - Rinchinbal Khan, imperatore cinese († 1332)
- 8 maggio - Giovanna I d'Alvernia, contessa francese († 1360)
- 29 giugno - Murad I, sultano ottomano († 1389)
- Guglielmo d'Aigrefeuille il Vecchio, cardinale e arcivescovo cattolico francese († 1369)
- Beatrice d'Aragona, nobile († 1365)
- Andrea Bontempi, cardinale e arcivescovo cattolico italiano († 1390)
- Edmondo Plantageneto, II conte di Kent, nobile inglese († 1331)
- Giovanna di Navarra, principessa († 1387)
- Giovanni I di Meclemburgo-Stargard, duca
- Carlo de La Cerda, nobile († 1354)
- Narinaga, giapponese († 1338)
- Elisabetta di Polonia, nobile polacca († 1361)
- Tommaso da Modena, pittore e miniatore italiano († 1379)
- Fratelli Zeno, navigatore italiano († 1402)

## Morti
- 10 febbraio - Chiara da Rimini, religiosa italiana (n. 1280)
- 28 febbraio - Leopoldo I d'Asburgo, duca (n. 1290)
- 29 aprile - Bianca di Borgogna, regina
- 6 maggio - Bernardo II di Świdnica, nobile
- 11 luglio - Bartolomeo Sinibuldi, vescovo cattolico italiano
- 26 luglio - Aldobrandino II d'Este, nobile italiano
- 26 luglio - Giberto III da Correggio, nobile italiano
- 1º agosto - Wartislao IV di Pomerania, nobile
- 3 agosto - Roger Mortimer di Chirk, nobile britannico
- 14 agosto - Pietro Colonna, cardinale italiano (n. 1260)
- 15 settembre - Demetrio di Tver', principe (n. 1299)
- 27 ottobre - Hugh le Despenser, I conte di Winchester, conte (n. 1261)
- 17 novembre - Edmund FitzAlan, IX conte di Arundel, nobile inglese (n. 1285)
- 24 novembre - Ugo Despenser il Giovane, pirata e nobile britannico (n. 1286)
- 21 dicembre - Pietro, monaco cristiano e arcivescovo ortodosso ucraino
- Bonaventura dei Bonacolsi, politico italiano
- Guglielmo Corvi, medico italiano (n. 1250)
- Davide di Hrodna, nobile lituano
- Pandolfo I Malatesta
- Marulla da Verona, nobile italiana
- Stefano Ladislao II, sovrano serbo (n. 1280)
- Osman I, ottomana (n. 1254)
- Giovanni Paleologo, nobile bizantino
- Ser Petracco, notaio italiano
- Reginaldo I di Gheldria, conte
- Guillaume Teste, cardinale e vescovo cattolico francese
- Ibn Abi Zarʿ, storico arabo
- Mondino dei Liuzzi, anatomista italiano (n. 1275)

## Calendario
| Calendario 1326 | Calendario 1326 | Calendario 1326 | Calendario 1326 | Calendario 1326 | Calendario 1326 | Calendario 1326 | Calendario 1326 | Calendario 1326 | Calendario 1326 | Calendario 1326 | Calendario 1326 | Calendario 1326 | Calendario 1326 | Calendario 1326 | Calendario 1326 | Calendario 1326 | Calendario 1326 | Calendario 1326 | Calendario 1326 | Calendario 1326 | Calendario 1326 | Calendario 1326 | Calendario 1326 | Calendario 1326 | Calendario 1326 | Calendario 1326 | Calendario 1326 | Calendario 1326 | Calendario 1326 | Calendario 1326 | Calendario 1326 | Calendario 1326 |
| --------------- | --------------- | --------------- | --------------- | --------------- | --------------- | --------------- | --------------- | --------------- | --------------- | --------------- | --------------- | --------------- | --------------- | --------------- | --------------- | --------------- | --------------- | --------------- | --------------- | --------------- | --------------- | --------------- | --------------- | --------------- | --------------- | --------------- | --------------- | --------------- | --------------- | --------------- | --------------- | --------------- |
|                 | 1               | 2               | 3               | 4               | 5               | 6               | 7               | 8               | 9               | 10              | 11              | 12              | 13              | 14              | 15              | 16              | 17              | 18              | 19              | 20              | 21              | 22              | 23              | 24              | 25              | 26              | 27              | 28              | 29              | 30              | 31              |                 |
| Gennaio         | Me              | Gi              | Ve              | Sa              | Do              | Lu              | Ma              | Me              | Gi              | Ve              | Sa              | Do              | Lu              | Ma              | Me              | Gi              | Ve              | Sa              | Do              | Lu              | Ma              | Me              | Gi              | Ve              | Sa              | Do              | Lu              | Ma              | Me              | Gi              | Ve              |                 |
| Febbraio        | Sa              | Do              | Lu              | Ma              | Me              | Gi              | Ve              | Sa              | Do              | Lu              | Ma              | Me              | Gi              | Ve              | Sa              | Do              | Lu              | Ma              | Me              | Gi              | Ve              | Sa              | Do              | Lu              | Ma              | Me              | Gi              | Ve              |                 |                 |                 |                 |
| Marzo           | Sa              | Do              | Lu              | Ma              | Me              | Gi              | Ve              | Sa              | Do              | Lu              | Ma              | Me              | Gi              | Ve              | Sa              | Do              | Lu              | Ma              | Me              | Gi              | Ve              | Sa              | Do              | Lu              | Ma              | Me              | Gi              | Ve              | Sa              | Do              | Lu              |                 |
| Aprile          | Ma              | Me              | Gi              | Ve              | Sa              | Do              | Lu              | Ma              | Me              | Gi              | Ve              | Sa              | Do              | Lu              | Ma              | Me              | Gi              | Ve              | Sa              | Do              | Lu              | Ma              | Me              | Gi              | Ve              | Sa              | Do              | Lu              | Ma              | Me              |                 |                 |
| Maggio          | Gi              | Ve              | Sa              | Do              | Lu              | Ma              | Me              | Gi              | Ve              | Sa              | Do              | Lu              | Ma              | Me              | Gi              | Ve              | Sa              | Do              | Lu              | Ma              | Me              | Gi              | Ve              | Sa              | Do              | Lu              | Ma              | Me              | Gi              | Ve              | Sa              |                 |
| Giugno          | Do              | Lu              | Ma              | Me              | Gi              | Ve              | Sa              | Do              | Lu              | Ma              | Me              | Gi              | Ve              | Sa              | Do              | Lu              | Ma              | Me              | Gi              | Ve              | Sa              | Do              | Lu              | Ma              | Me              | Gi              | Ve              | Sa              | Do              | Lu              |                 |                 |
| Luglio          | Ma              | Me              | Gi              | Ve              | Sa              | Do              | Lu              | Ma              | Me              | Gi              | Ve              | Sa              | Do              | Lu              | Ma              | Me              | Gi              | Ve              | Sa              | Do              | Lu              | Ma              | Me              | Gi              | Ve              | Sa              | Do              | Lu              | Ma              | Me              | Gi              |                 |
| Agosto          | Ve              | Sa              | Do              | Lu              | Ma              | Me              | Gi              | Ve              | Sa              | Do              | Lu              | Ma              | Me              | Gi              | Ve              | Sa              | Do              | Lu              | Ma              | Me              | Gi              | Ve              | Sa              | Do              | Lu              | Ma              | Me              | Gi              | Ve              | Sa              | Do              |                 |
| Settembre       | Lu              | Ma              | Me              | Gi              | Ve              | Sa              | Do              | Lu              | Ma              | Me              | Gi              | Ve              | Sa              | Do              | Lu              | Ma              | Me              | Gi              | Ve              | Sa              | Do              | Lu              | Ma              | Me              | Gi              | Ve              | Sa              | Do              | Lu              | Ma              |                 |                 |
| Ottobre         | Me              | Gi              | Ve              | Sa              | Do              | Lu              | Ma              | Me              | Gi              | Ve              | Sa              | Do              | Lu              | Ma              | Me              | Gi              | Ve              | Sa              | Do              | Lu              | Ma              | Me              | Gi              | Ve              | Sa              | Do              | Lu              | Ma              | Me              | Gi              | Ve              |                 |
| Novembre        | Sa              | Do              | Lu              | Ma              | Me              | Gi              | Ve              | Sa              | Do              | Lu              | Ma              | Me              | Gi              | Ve              | Sa              | Do              | Lu              | Ma              | Me              | Gi              | Ve              | Sa              | Do              | Lu              | Ma              | Me              | Gi              | Ve              | Sa              | Do              |                 |                 |
| Dicembre        | Lu              | Ma              | Me              | Gi              | Ve              | Sa              | Do              | Lu              | Ma              | Me              | Gi              | Ve              | Sa              | Do              | Lu              | Ma              | Me              | Gi              | Ve              | Sa              | Do              | Lu              | Ma              | Me              | Gi              | Ve              | Sa              | Do              | Lu              | Ma              | Me              |                 |